# ورزشگاه آنجلو ماسیمینو
 ورزشگاه آنجلو ماسیمینو  (به ایتالیایی: Stadio Angelo Massimino) ورزشگاهی در شهر کاتانیا در کشور ایتالیا است.
بازی‌های خانگی باشگاه فوتبال کاتانیا در این ورزشگاه برگزار می‌شود.